# Hétúr
Hétúr (románul: Hetiur, németül: Marienburg bei Schässburg, szászul Marembriχ) falu Romániában, Maros megyében, Segesvár közelében.

## Fekvése
Segesvártól 6 km-re északra, az E60-as út mellett, egy völgykatlanban fekszik.

## Története
1301-ben Hetwr néven említik először. Szász jobbágyfalu volt Küküllő vármegyében. A nagyváradi Szent Lélek-kápolnának adományozott falut 1451-ben Hunyadi János a maga számára foglalta el. Két halastavát Bethleni Miklós 1499-ben a segesvári domonkosoknak adományozta. Evangélikus egyháza 1766-ban 155 férfit és 173 asszonyt számlált. Lakói 1848 június elején megtagadták a jobbágyi szolgálatokat, és felosztottak maguk között egy allodiális kaszálót. 1876-ban Kis-Küküllő vármegye Erzsébetvárosi járásához csatolták.
1910-ben 1209 lakosa közül 606 volt német, 549 román és 53 magyar anyanyelvű; 605 evangélikus, 553 ortodox és 34 római katolikus vallású.
2002-ben 914 lakosából 733 volt román, 95 cigány, 65 magyar és 22 német nemzetiségű; 805 ortodox, 23 evangélikus, 21 református, 18 római katolikus és 17 baptista vallású.

## Látnivalók
- Gótikus szász evangélikus temploma a falu feletti dombon áll. Tornya 1774–1775-ben épült. Egyik harangját a 14. század végén, a másikat 1544-ben öntötték.[3]